# South Greeley
South Greeley är en ort i Laramie County i sydöstra delen av den amerikanska delstaten Wyoming. Orten hade 4 217 invånare vid 2010 års folkräkning och utgör en förort till delstatshuvudstaden Cheyenne, belägen omedelbart söder om Cheyennes stadsgräns. South Greeley saknar som census-designated place kommunalt självstyre och administreras som del av Laramie County.